# Пекарский, Георгий Петрович
Гео́ргий (Юрий) Петро́вич Пека́рский (23 мая 1866 — 1 марта 1917) — капитан 1-го ранга (6.12.1909) русского флота.

## Биография
В службе с 1883. Мичман (29.9.1886). Младший флаг-офицер штаба начальника Тихого океана (1900).
Отличился при подавлении Боксерского восстания в Китае (1900—1901). Награждён золотой саблей «за храбрость» (24.12.1901) «За отличие при штурме города Пекина».
Адъютант морского отделения штаба главного начальника и командующего войск Квантунской области и морских сил Тихого океана (1901—1903).
Старший офицер крейсера «Разбойник» (1903—1904).
Лейтенант, командир миноносца «Решительный» с 5 по 15.2.1904 года.
Капитан 2-го ранга (23.3.1904).
Командир броненосного крейсера «Россия» (1906).
Командир броненосца береговой обороны «Адмирал Лазарев» (1906—1907) и учебного судна «Генерал-адмирал» (1907).
Командир Архангельского дисциплинарного флотского полуэкипажа (22.12.1908).
Капитан 1-го ранга «за отличие» (6.12.1909).
Заведующий 1-м отделением машинной школы Балтийского Флота (1911—1912).
Помощник начальника Машинной школы БФ (20.8.1912).
Член портового призового суда в Кронштадте (18.8.1914).
Убит в марте 1917 года в Кронштадте в ходе Февральской революции.

## Награды
- Португальский орден Христа кавалерского креста (1893).
- Французский орден Почетного легиона кавалерского креста (1901).
- Японский орден Восходящего солнца 5-й степени (1902).
- Орден Святого Владимира 4-й степени с мечами и бантом (.9.1900).
- Орден Святого Станислава 2-й степени с мечами (28.12.1901).
- Золотая сабля «За храбрость» (24.12.1901) «За отличие при штурме города Пекина».
- Орден Святой Анны 2-й степени с мечами (17.12.1904) (за мужество во время обороны крепости Порт-Артур)
- Орден Святого Владимира 3-й степени (14.4.1913).